# アル＝ナフダ
アル・ナフダ (アラビア語:النهضة / ローマ字: an-Nahḍah;アラビア語で"目覚め" または "ルネッサンス") は19世紀末から20世紀初期に始まり、のちにレバノン、シリアなどオスマン帝国支配下のアラビア語を話す地域に広がった文化的ルネッサンスである。これはしばしば知識の近代化と改革の時代といわれる。
伝統的な研究において、ナフダは1798年におけるナポレオンのエジプト侵攻、その後に続いたムハンマド・アリーなどの指導者たちの改革者運動によりもたらされたカルチャーショックと関係があると見なされている。
しかし今日の研究の見解では、中東と北アフリカのルネッサンスは、それは文化革命の予定表であって西側に触発された、またオスマン帝国のタンジマートと、エジプト、シリア・レバノンにおける政治経済と地域の改革上の内政の変化に関係があるということで自然発生的である、とされる。ルネッサンス自体はエジプトと大シリア地方とで同時に始まった。背景に相違があるため、双方が重きを置いた方向性も相異なるものであった、それはシリアがより文化的な方向性に重きを置いていた一方で、エジプトはイスラム世界の政治的方向性に重きを置いていた、と言ったようにである。
しかしながら考え方は地域ごとに違ったわけではなかったし、これらの相違もルネッサンスの進展により小さくなっていった。
オスマン帝国支配下のアラビア語地域において主要な影響と触発はオスマン帝国による19世紀のタンジマート改革であり、それは帝国の政治に憲法秩序をもたらし、新しい政治的階級を、そしてのちには、出版の拡大を許可した青年トルコ革命をもたらした。

## リファア・ラフィ・エル・タフターウィー
エジプトの学者、リファア・エル・タフターウィー（1801-1873）は広くアル・ナフダの先駆者と目されている。彼は1826年に西欧の科学と教育のメソッドを学ぶため、ムハンマド・アリーの政府によりパリに送られた。もっとも当初はパリの軍事アカデミーでエジプトの士官候補生のためにイマームをするためだったのだが。
彼は批判なしとはいかなかったが、フランス社会に大変肯定的な見方を持つようになった。フランス語を学びながら、彼は重要な科学と文化に関する作品をアラビア語の文語に訳した。
彼はまた1830年のシャルル10世に対する７月革命を目撃しているが、おそらく、当然のことではあるが、ムハンマド・アリに対する報告においては注意深くこの事柄をコメントしている。
彼の政治的見解は元々アル・アズハル学院での保守的なイスラムの教えに影響を受けていたが、色々な事柄により変化し、彼は議会主義や女性の教育を唱道する様になる。
五年をフランスで過ごしたのち、彼はその地で発展させた改革の思想を実行するためエジプトに戻った。そして彼の見解を1834年に出版された本、”Takhlis al-Ibriz fi Talkhis Bariz”（時に『パリの本質』と訳される）にまとめた。
これは韻を踏んだ散文で書かれており、説いているところはエジプトのムスリムから見たフランスとヨーロッパである。
タフターウィーの提言はすなわち、エジプトとイスラム世界はヨーロッパに学ぶべきことが多くあるということ、そして広くヨーロッパ社会を取り入れること、だが同時に改革はすべからく、イスラム文化の視点から取り入れられるようするべきだ、ということであった。
この自信に満ちた、そして開明的な近代化の刻印はアル・ナフダの考え方を定義づけるようになる。

## ブトルス・アル・ブスターニー
ブトルス・アル・ブスターニー（1819-1893）は1819年の一月、シューフ地区のディッビイェ村でレバノンのキリスト教マロン派の家に生まれた。多言語話者であり、教育家であり、活動家であった彼は、19世紀中葉のベイルートを中心に、アル・ナフダの見事な妙義であった。
アメリカの宣教師たちに影響を受けて、彼はプロテスタントに改宗し、地元のプロテスタント教会の指導者となった。
当初、彼はアーベイでプロテスタント宣教師の学校で教えており、宣教師たちの聖書のアラビア語への翻訳の中心人物であった。
彼のアメリカ人への強い結びつきにもかかわらず、アル・ブスターニーは次第に独立しついには彼らのもとを脱退した。
1860年のドゥルーズ派マロン派の衝突とコンフェッショナリズムの常態化に鑑み、アル・ブスターニーは1863年に世俗主義)に則った国立学校、またはアル・マドラサ・アル・ワタニーヤを設立した。
この学校はナフダ（啓蒙）の先導者やベイルートのパイオニアを雇い、またナフダの思想家たちを輩出した。同時に彼はいつくかの学校教科書と辞書を編集して出版した。
これらはかれをアラブルネッサンスの指導者として有名にした。
社会的、国内的、政治的面において、アル・ブスターニーは自国のエリートを育てる意図のもと組織を設立し、彼の雑誌であるナフィール・スーリーヤにおいて、連続して統一を訴えた。
文化や科学の分野において、彼は隔週発行のレビューと二つの日刊新聞を発行した。さらに、彼はアメリカ宣教団のエリ・スミス女史、コーネリアス・ヴァン・ディックとともにスミス・ヴァン・ディック訳として知られる聖書のアラビア語翻訳の取り組みを始めた。
彼の多く出された作品と草分け的な取り組みは近代アラビア語の説明文創作に続いた。
西欧人に教育され、西欧技術を強く主張していたが、彼は強烈な世俗主義者であり、シリアナショナリズム（アラブナショナリズムと混同しないこと）の基本方針を作り上げる重要な役割を演じた。
スティーブン・シェーヒは言う、アル・ブスターニーの「重要性は、彼のアラブ文化の予測や国民としての自尊心にあるのではない。
彼の、西欧の知識や技術を差別的に取り入れて、アラブ人の本来有する文化的成功（ナジャフ）に対する可能性を「目覚め」させ、それが彼の世代で独特であった、その主導的役割にあるのでもない、むしろ彼の貢献があるのは、雄弁術の活動においてである。すなわち、彼の書いたものはオスマン帝国統治下シリアにおける近代性の母体となる統一のビジョンを表現している、重要な定型文を地元の発展のために表現したことだ。

## ハイレッディン・パシャ・アットゥンスィー
ハイレッディン・パシャ・アットゥンスィー（1820-1890）は、オスマン帝国統治下のチュニジアに奴隷として向かった、そこでチュニジアの近代化志向の指導者であったアフマド・ベイの政府における階級を上げた。
彼は間も無く、オスマン帝国とヨーロッパ諸国との外交業務を任され、それがオスマン帝国のタンジマート改革と同様に彼を西欧的理想と接触させた。
彼は1859年から1882年までチュニジアの首相を務めた。この時代に、彼はチュニジアの近代化における主要な勢力のある人物であった。
数々の執筆において、彼はイスラムの伝統と西欧近代主義の縫い目なき混合を描いた、ヨーロッパ啓蒙思想の著作とイスラムの政治思想への信念を基礎としながら、彼が主に関心を置いたのは、特にチュニジアの人々の、また一般的にはイスラム教徒の自主性を保つことだった。この探求において、彼は最終的に最初の例となるとイスラムの立憲主義を作った。

## アル・ナフダの影響

### 宗教
宗教の面において、ジャマル・アッディーン・アフガーニー（1839-1897）は、イスラム教を近代主義者的な再解釈をし、教義への信奉を反植民地主義と融合させた。その説くところは、欧州の脅威における汎イスラム教的連帯であった。彼はまた独裁的な君主制を議会制に変えることに賛成し、彼の時代のイスラム教における教条主義、停滞、腐敗と思われるものを非難した。
彼は伝統（taqlid   تقلد）がイスラム教の議論を窒息させ、教義の正しい実践を抑圧すると主張した。アル・アフガーニーの古いイスラムの解釈の再定義に対する件と、彼の伝統宗教の大胆な攻撃は1924年のカリフ制崩壊に大いに影響を与えることになる。
これは宗教の教義に真空を作り、イスラム教コミュニティの社会的組織を作った。これはアブドゥルハミド二世の時、全世界のイスラム教徒の扶養を支持するため、一時的に回復したが、突然消滅した。これはイスラム教徒に教義の新しい解釈に目を向けさせ、広く保持された教義を再検討させた。正にアル・アフガーニーが何十年も前に彼らに説いていたことであった。
アル・アフガーニーは多くの影響を与えたが、彼の支持者で最も偉大なのは疑いもなく彼の学生のムハンマド・アブドゥ（1849-1905）である。その教えはイスラムの実践の改革において、同様に重要な役を演じる。
アフガーニーのようにアブドゥは伝統主義者のイスラム教当局の道徳と知性の退廃、人々やコミュニティにイスラム教の空論的な形を課していることを非難した。それらは教義の正しい効果を妨げた。彼はそれゆえイスラム教徒は古代カリフによって実践された「真の」イスラム教に帰るべきだと唱えた。それは理にかなったものであり、また神々しい霊感を受けたものであった。
預言者ムハンマド本来のメッセージを伝統や彼の後継者たちの誤った解釈の妨げなしに応用すれば、自然とコーランに神が定めた公平な社会を作り、またイスラム世界に植民地主義と不正義に抵抗する能力を与えるのだ。
アブドゥの学生の中にシリアのイスラム法学者であり、改革家のラシード・リダー（1865-1935）がいる。ラシード・リダーは彼の遺産を受け継ぎ、公平なイスラム教の政府という概念を拡大した。
彼の如何にしてイスラム国家は作られるべきかという命題は、ムスリム同胞団など今日のイスラム主義者の間に影響力を残している。

### シーア派
シーア派の学者たち、例えば言語学者シャイフ・アフマド・リダ、歴史家ムハンマド・シャベル・アッサーファ、そしてスレイマン・ダヘルはルネッサンス運動に貢献した。
重要な政治改革がイランでも一斉に起き、シーア派の宗教的信仰は宗教的階層の組織化による重要な発展を経験した。
政治改革の高波が続いた。それはイランにおける立憲運動によるものであり、ある程度まではエジプトのナフダの改革と並行するものであった。

### 文学
19世紀と20世紀を通して、多くの発展がアラブ文学に現れ始めた。始めは伝統的な形態を堅持していたが、近代的なテーマと現代アラブ世界により直面させられた挑戦を述べている。
1865年、シリアの作家フランシス・マッラシュはガバット・アル・ハックを出版した。これは寓喩であり、平和、自由、平等を扱っている。
アレッポの作家、クスタキ・アル・ヒムスィは彼の作品の一つである『批評科学における研究者の資料』により近代文学批評を作ったと考えられる。
マリアナ・マラッシュはアラブ世界の文学サロンの伝統を復活させた19世紀で最初のアラブ人女性である。
1914年、ムハンマド・フサイン・ハイカル（1888-1956）は『ザイナブ』を出版した。これは最初のエジプト文学としばしば見なされる。この小説はアラブの創作の近代化運動を始めた。若い作家たちのグループか新しい学派を形成し、1925年に習慣の文学誌『アル・ファジュル（夜明け）』を発行し始め、これがアラブ文学に大なるインパクトを与えた。これらのグループは特にドストエフスキーやトルストイ、ゴーゴリなど19世紀のロシアの作家に影響された。
詩において、エジプトのアフマド・シャウキは他者の間にあって、彼は明らかに新伝統詩に属していたが、伝統的なカスィーダの限界を探求し始めた。
彼の後には、ハーフェズ・イブラヒムを含む別のものたちが詩を、伝統的コンセプトと同様に反植民地主義のテーマを探求するために使い始める。
移民詩人、その中でも最も有名なのはレバノンのハリル・ギブラン（1883-1931）で、他の詩人たちも含まれる移民の詩はアメリカと同様に南米で、アラブ詩に可能な形の発展にさらに貢献した。
1923年にボストンに本拠地を置くギブランにより出版された『預言者』は恐らくこの時代に西側に最もよく知られた作品だが、じっさいは最初英語で書かれた（the prophet参照のこと）。
アラブ-アメリカペンリーグ（al-Rabita al-Qalamiyya)におけるギブランの仲間、ミハイル・ナイマ（1898-1989）はのちにレバノンに戻り、そこで文学の発展に貢献したものだ。
アル・ナフダの最終段階における主要な文学の革新者はタハ・フセイン博士(1889-1973)である。彼はエジプトの農家の家庭の、視覚障害の子供であり、こんにちエジプトの知の巨人と見なされており、アルアズハルで受けたコーランの教育に加え、カイロ大学、ソルボンヌ大学、パリ大学の三つの博士号を持っている。彼は1950年代のエジプトで教育大臣として従事し、無償の義務教育を作る責務を負った。彼の最も知られた本に、自伝的な『el-Ayyam（あの日々）』がある。

### メディア
中東における最初の印刷された出版物はレバノンにあるコジャーヤの聖アンソニー修道院においてであり、その日付は1610年に遡る。これはシリア文字を用いてアラビア語の本を印刷した。最初のアラビア文字の印刷機はレバノンのヒンシャラにある聖ヨハネ修道院に1734年、アル・シャマス・アブドゥッラー・ザヘルにより作られた。この印刷機は1734年から1899年まで動いた。1821年、エジプトのムハンマド・アリは最初の印刷機をエジプトに持ってきた。近代印刷技術はすぐに広がり、それは近代的なエジプトの新聞を誕生させた。この新聞はアル・ナフダの改革者の傾向を、台頭しつつある事務員や貿易者といった中産階級との接触に向けた。エジプトの新聞アル・アハラムは1875年に始まり、1875年から1900年にかけて、ベイルートのみが、約40の新しい定期刊行物と15の新聞設立を経験した。

### 言語
ヨーロッパやアメリカの文学を翻訳する努力はアラビア語の近代化をもたらした。近代の発明の言葉のみならず、多くの科学や学問の用語が近代アラビア語の語彙に取り入れられ、新しい言葉が、アラビア語の語根システムに基づき他のものを代用するために作られた。近代出版業の発展は（上記参照）古典アラビア語の新しい形態、すなわち近代正則アラビア語の社会への普及を確かなものとした。これはこんにちまで全てのアラブ世界で使われている。
レバノンの学者ブトルス・アル・ブスターニー（1819-83）は19世紀後半、最初の近代アラビア語の百科事典を作った。これは辞書編纂方法の中世アラブ学者や西側の方法に則って書かれた。そして、アフマド・リダは最初の近代アラビア語辞典Matnal-Lugha（"Lisan al -arab"は13世紀に書かれた）を作った。

### 政治
1876年、オスマン帝国は憲法を発布した、これはタンジマート改革（1839-76）の完成を飾るものとしてであって、こうして帝国の第一次憲政時代が始まったのである。
これはヨーロッパの政治の仕方に触発されたものであり、帝国を西欧の力と同等に戻すために計画された。
議会政治の導入はまた、政治的な階級をオスマン帝国統治下の諸州に作ったが、これらのなかからのちに進歩的な愛国者エリートが現れ、彼らはいくつかの愛国者運動に、とりわけエジプトナショナリズムの指導をすることとなる。
エジプトナショナリズムは非アラブであり、ヨーロッパ植民地主義とトルコによるエジプト占領に対し民族としてのエジプト人アイデンティティと歴史を強調する。これはオスマン帝国中心部の諸州や当局における青年トルコ党の台頭と同時に進行した。
トルコ支配への怒りはスルタン専制への抗議と一体になり、アラブナショナリズムの重荷世俗的概念は、宗教的正当性に関するオスマン帝国カリフ制の主張への文化的反応として現れた。第一次世界大戦に先立つ数年間において、様々なアラブナショナリストの秘密結社が現れた。例えば、アル・ファタト、そして軍隊を基礎としたアル・アフドである。これはシリアナショナリズムを含む他の国民運動にも補完された。例えばエジプトナショナリズムがいくつかの現れにおいて非アラブ主義者的であり、大シリア主義と関係があったように、である。
後期アル・ナフダ時代の主な例はパレスチナナショナリズムがある。これはイギリス統治時代のパレスチナにユダヤ人が移民し、その結果パレスチナ人自主独立主義の意識として生じたため、シリアのナショナリズムとは区別される。

## もっと読む
• Albert Hourani, A History of the Arab Peoples, New York: Warner Books, 1991. (ISBN 0-446-39392-4)
• Ira M. Lapidus, A History of Islamic Societies, 2nd Ed. Cambridge University Press, 2002.
• Karen Armstrong, The Battle for God, New York City, 2000.
• Samir Kassir, Considérations sur le malheur arabe, Paris, 2004.
• Stephen Sheehi, Foundations of Modern Arab Identity, University Press of Florida, 2004.
• Fruma Zachs and Sharon Halevi, From Difa Al-Nisa to Masalat Al-Nisa in greater Syria: Readers and writers debate women and their rights, 1858–1900. International Journal of Middle East Studies 41, no. 4 (2009): 615 – 633.